# توریست، خاچماز
توریست (به ترکی آذربایجانی: Turist) یک منطقه مسکونی در جمهوری آذربایجان است که در شهرستان خاچماز و در دهیاری نابران واقع شده است.